# Маршал Василевский (большой противолодочный корабль)
«Маршал Василевский» — большой противолодочный корабль (по классификации НАТО — Udaloy class destroyer), третий корабль такого типа. Назван в честь маршала Советского Союза Александра Михайловича Василевского (1895—1977).
20 февраля 1978 года зачислен в списки кораблей ВМФ и 22 апреля 1979 года заложен на заводе имени А. А. Жданова в Ленинграде (заводской № 732), спущен 29 декабря 1981 года, вступил в строй 12 декабря 1983 года. 18 января 1984 года включён в состав КСФ.
В 1990-е годы входил в состав 10 Бригады Больших Противолодочных Кораблей 2 Дивизии Противолодочных Кораблей Кольской флотилии разнородных сил Северного флота. Войсковая часть № 31247.
Последний раз выходил в море в апреле 1997 года. Во время выхода, гидроакустиками корабля был зафиксирован контакт с иностранной подводной лодкой длительностью 10 минут. Приказом командующего Кольской флотилии, вахта гидроакустиков корабля, зафиксировавшая контакт, получили краткосрочный отпуск.
С 1996 по 1998 корабль базировался на 20 причале г. Североморска и обеспечивал живучесть и списание БПК «Удалой». В конце 1997 года сокращённый экипаж «Удалого» был переведён на БПК «Маршал Василевский». В связи с полной выработкой ресурса двигателей, стоял у причала с полным боекомплектом в г. Североморске.
В 2004 году с корабля были демонтированы башни артиллерийского комплекса АК-100. Башни были использованы для установки на БПК «Вице-адмирал Кулаков» во время ремонта.
11 декабря 2006 года (по другим данным 10 февраля 2007 года) на корабле был торжественно спущен Военно-Морской флаг, и расформирован экипаж.
Бортовые номера
- 1983—1985 — 412
- 1985—1987 — 645
- 1987—1997 — 630
- 1997—2006 — 687

Командиры
За время службы кораблём командовали:
- Капитан 1 ранга Шальнов Юрий Николаевич, 1982—1987;
- Капитан 1 ранга Савичев Владимир Иванович, 1987—1989;
- Капитан 1 ранга Зудин Владимир Афанасьевич, 1989—1993;
- Капитан 1 ранга Калачёв Александр Фёдорович, 1993—1995;
- Капитан 1 ранга Шуванов Александр Дмитриевич, 1995—1996;
- Капитан 2 ранга Савчук Сергей Николаевич, 1996—1998;
- Капитан 1 ранга Максименко Сергей Алексеевич, 1998—2001;
- Капитан 1 ранга Аршанинов Андрей Георгиевич, 2001—2002;
- Капитан 1 ранга Липовка Дмитрий Артурович, с 2002 года.

Интересный факт:
Командиром БЧ-7 в 1997 году был капитан 2 ранга Виталий Юрьевич Шевёлев, кавалер ордена Красной Звезды, служивший на корабле с 1982 года. Боевой орден ему был вручён за успешное освоение ГАК «Полином».